# アメリカ合衆国憲法修正第15条

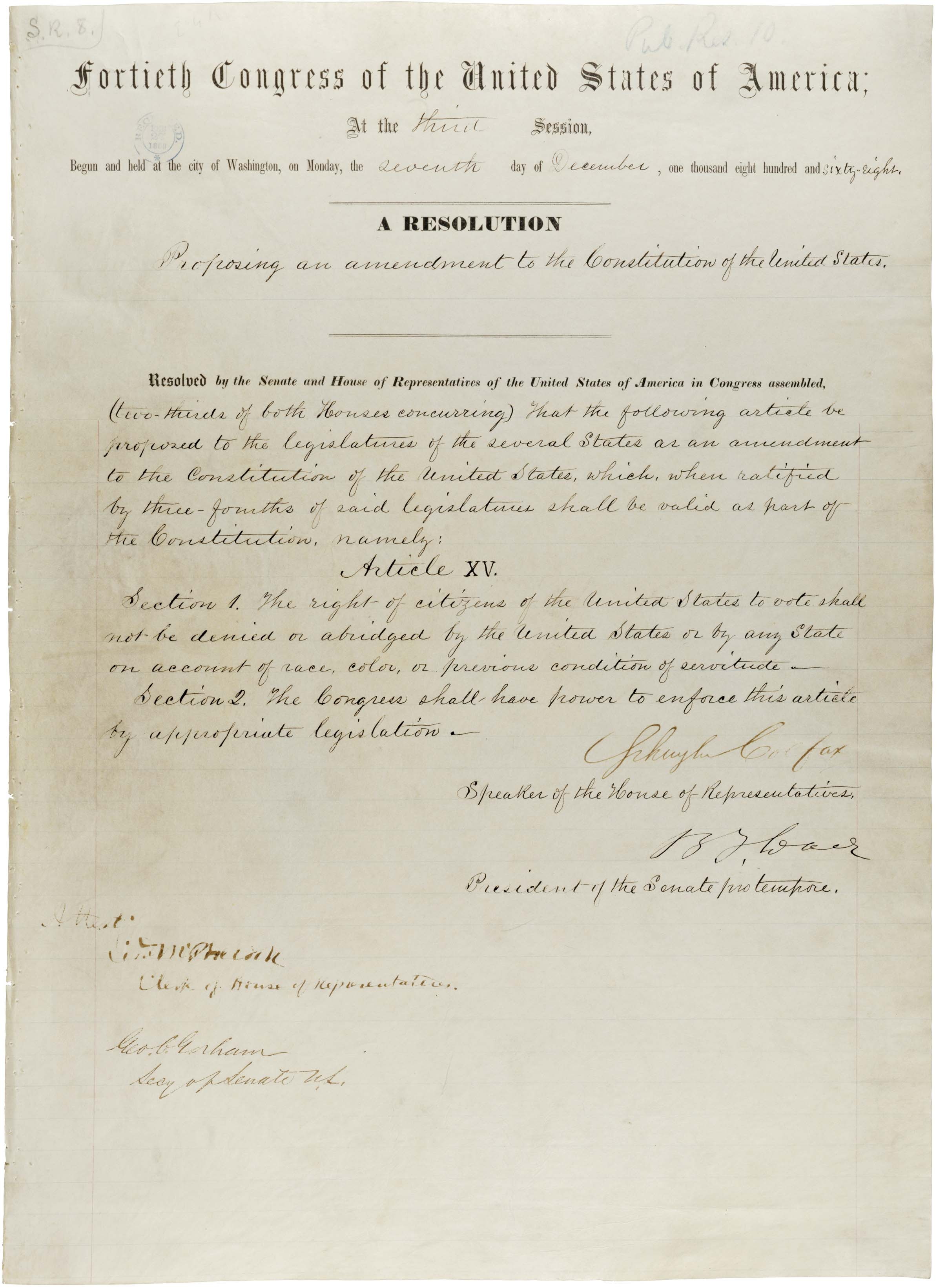
アメリカ国立公文書記録管理局に保管されているアメリカ合衆国憲法修正第15条原文

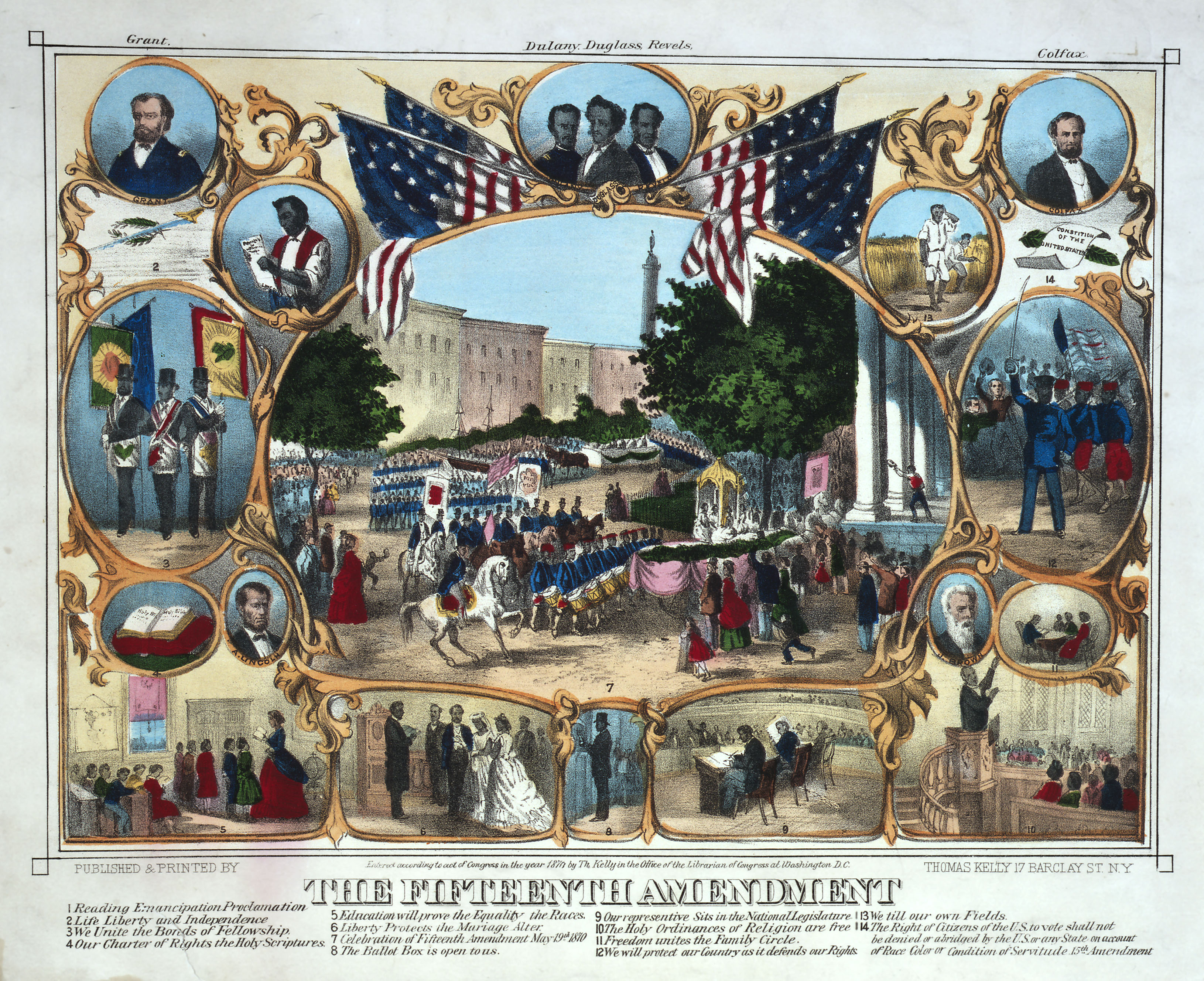
修正第15条の成立を祝う1870年のポスター

アメリカ合衆国憲法修正第15条（アメリカがっしゅうこくけんぽうしゅうせいだい15じょう、英: Fifteenth Amendment to the United States Constitution、あるいはAmendment XV）は、南北戦争後に成立した3つの憲法修正条項（レコンストラクション修正条項群）の1つであり、市民に投票権を付与するときに、その市民の人種、肌の色あるいは以前の隷属状態（奴隷）を元に妨害してはならないとしたものである。1869年2月26日に提案され、1870年2月3日に批准された。

## 原文
| 「 | 第1節：アメリカ合衆国市民の投票権は、人種、肌の色あるいは以前の隷属状態を理由に、アメリカ合衆国あるいは如何なる州によっても否定または制限されてはならない。 第2節：アメリカ合衆国議会はこの条項を然るべき法令によって強制する権限を有する。 | 」 |

## 解釈と歴史
アメリカ合衆国憲法修正第15条はレコンストラクション修正条項群の1つである。奴隷制を廃止した修正第13条、市民権を定めた修正第14条と一組で論じられることがある。この修正条項は州もしくは連邦政府に対し、市民の投票資格として市民の人種、肌の色あるいは以前の奴隷としての隷属状態を考慮に入れることを禁じている。基本的な目的は元奴隷に参政権を与えることであった。この修正条項の規程に従って最初に投票した人物は、1870年2月4日に投票があったニュージャージー州パースアンボイ市教育委員会委員選挙におけるトマス・マンディ・ピーターソンであった。この日は修正第15条が批准された翌日であった。しかし、修正第15条の規程が実際に全州で確立されたのは、およそ1世紀後の1965年の選挙権法を待たねばならなかった。
選挙における頭割りおよび絶対数という基本ができた後は、1865年から1880年の間に、アメリカの歴史の他の時代よりも多くの黒人が政治的な役職に選ばれた。レコンストラクションの間、どの州も黒人の知事を選ぶことはなかったが、多くの州議会は実際に多くの人口がいるアフリカ系アメリカ人の支配下に置かれるようになった。これらの議会は、普遍的な公共教育というような今日では当たり前のことでも、当時としては革新的な考え方を取り入れた。また人種差別に基づく法律は、例えば人種間結婚を禁じる法律（いわゆる反人種間結婚法）でも撤廃した。
クー・クラックス・クランのような集団が黒人の投票者や白人共和党員を脅したものの、連邦政府が民主的に選ばれた南部の政府を支持したことは、共和党支持投票者の大半が投票でき、密かに支配もしていたことを意味している。例えば、ニューオーリンズで人種が混ざった政府ができ、これを全て白人の暴徒が乗っ取ろうとした時、ユリシーズ・グラント大統領は連邦軍を派遣して、選挙で選ばれた市長を就任させた。
しかし、接戦で選ばれたラザフォード・B・ヘイズは南部の世論をなだめるために連邦軍の撤退に同意した。ヘイズは、共和党員が黒人の投票権を確保し恐喝を罰する法律を通そうとしていたにもかかわらず、深南部での投票妨害を見逃していた。連邦議会はこの時行動を起こしたくないという意志を示すために、投票所で起こった暴力沙汰を公表するという法案ですら通さなかった。規制がないままに、黒人や共和党員に対する投票所暴力が増加し殺人すら起こった。これらの大半は法の強制力による干渉もなく行われた。
1890年代までに、多くの南部州は読み書き能力の試験や投票税など厳しい投票資格付けの法律を制定した。ある州では投票のための登録する場所を見つけにくくしさえした。その上で州憲法に「祖父条項」が明記され、1867年までに投票権を得ていた者とその子孫については試験や投票税を免除することにより白人の投票率は維持しようとしたが、祖父条項については1915年に連邦最高裁が違憲判決を下し、結果として貧しい白人の投票権も奪うこととなった。連邦選挙での投票税については1964年発効の憲法修正第24条で禁止され、1966年の連邦最高裁判決では連邦に加えて州の選挙においても投票税を違憲とした。
アメリカ合衆国議会の上下院で作成された当初の修正案は、投票権と被選挙権がある要因すなわち人種に基づいて各州によって否定も制限もされないということを謳っていた 。成案がなぜ被選挙権を外したかは不明である。選挙権とは被選挙権をも意味するために、両方を含める必要はないと考えた立案者もいた。

## 提案と批准
アメリカ合衆国議会は修正第15条を1869年2月26日に提案した。続いて次の州が批准した。
1. ネバダ州 (1869年3月1日)
2. ウエストバージニア州 (1869年3月3日)
3. イリノイ州 (1869年3月5日)
4. ルイジアナ州 (1869年3月5日)
5. ミシガン州 (1869年3月5日)
6. ノースカロライナ州 (1869年3月5日)
7. ウィスコンシン州 (1869年3月5日)
8. メイン州 (1869年3月11日)
9. マサチューセッツ州 (1869年3月12日)
10. アーカンソー州 (1869年3月15日)
11. サウスカロライナ州 (1869年3月15日)
12. ペンシルベニア州 (1869年3月25日)
13. ニューヨーク州 (1869年4月14日、1870年1月5日に撤回、3月30日に撤回を撤回)
14. インディアナ州 (1869年5月14日)
15. コネチカット州 (1869年5月19日)
16. フロリダ州 (1869年6月14日)
17. ニューハンプシャー州 (1869年7月1日)
18. バージニア州 (1869年10月8日)
19. バーモント州 (1869年10月20日)
20. アラバマ州 (1869年11月16日)
21. ミズーリ州 (1870年1月7日)
22. ミネソタ州 (1870年1月13日)
23. ミシシッピ州 (1870年1月17日)
24. ロードアイランド州 (1870年1月18日)
25. カンザス州 (1870年1月19日)
26. オハイオ州 (1870年1月27日、1869年4月30日に一旦否決)
27. ジョージア州 (1870年2月2日)
28. アイオワ州 (1870年2月3日)

1870年2月3日に批准は成立した。その後次の州でも批准された。
1. ネブラスカ州 (1870年2月17日)
2. テキサス州 (1870年2月18日)
3. ニュージャージー州 (1871年2月15日、1870年2月7日に一旦否決)
4. デラウェア州 (1901年2月12日、1869年3月18日に一旦否決)
5. オレゴン州 (1959年2月24日)
6. カリフォルニア州 (1962年4月3日、1870年1月28日に一旦否決)
7. メリーランド州 (1973年5月7日、1870年2月26日に一旦否決)
8. ケンタッキー州 (1976年3月18日、1869年3月12日に一旦否決)
9. テネシー州 (1997年4月2日、1869年11月16日に一旦否決)